# Dzsikkjó Powerful Pro jakjú ’94
A Dzsikkjó Powerful Pro jakjú ’94 baseball-videójáték, a Dzsikkjó Powerful Pro jakjú sorozat első tagja, melyet a Konami fejlesztett és jelentetett meg. A játék 1994. március 11-én jelent meg, kizárólag Super Famicom otthoni videójáték-konzolra.

## Fejlesztés
1993. január 1-jén a Konami vezetősége megbízta Nisikava Naokit egy a Nippon Professional Baseball licencével rendelkező játék elkészítésével. Ennek Nisikava kifejezetten nem örült, hiszen sokkal inkább az 1992-ben alapított japán profi labdarúgó-bajnokságon alapuló játékot szeretett volna készíteni.
A játék tényleges fejlesztése az 1993. évi Golden Week hajnalán kezdődött meg, júliusra már egy játszható builddel is elkészültek, hála Tojohara „Toy“ Kódzsi baseball-videojaték fejlesztési tapasztalatának. A fejlesztés körülbelül 7–8 hónapig tartott, a játékkal már 1993 decemberében készen voltak, azonban a ROM kazetták legyártása miatt a játék csak márciusban jelent meg. A játékon összesen öt személy, három programozó és két tervező dolgozott, akik a Konami kóbei irodájának egy kis szegletében kaptak helyet.
Ugyan a játék címében szerepel a „’94”, azonban ennek ellenére a játékoskeretek nem az 1994-es, hanem az 1993-as év végi adatokat tükrözik, így a két szezon között átigazolt játékosok a korábbi csapataikban szerepelnek (példának okáért Ocsiai Hiromicu a Yomiuri Giants helyett a Chunichi Dragons csapatában szerepel) és a visszavonult játékosok (például Jaegasi Jukio) is megtalálhatóak a játékban. Mindezek ellenére a Tokió Yakult Swallows zászlója és kabalafigurája is az 1994-esre lettek cserélve.

## Fogadtatás
A játékot 34/40-es összpontszámmal értékelték a Famicú japán szaklap írói.

## További információ
- A sorozat weboldala (japánul)